# Tresor de Kabul

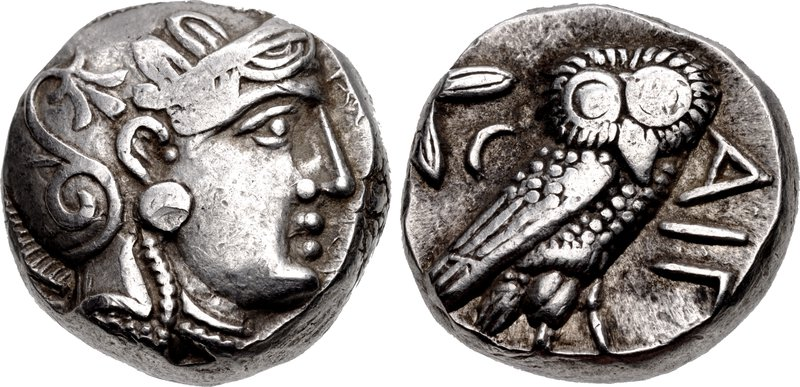
Imitació iraniana tardana de tetradracma atenesa del segle V ae, encunyada sota el domini aquemènida, del tipus inclòs en el tresor de Kabul (datat del 380 ae)

El Tresor de Kabul (Chaman Hazouri, Chaman Hazouri o Tchamani-i Hazouri) és un tresor de monedes descobert als voltants de Kabul, Afganistan, l'any 1933. La col·lecció contenia moltes monedes aquemènides, així de l'Antiga Grècia dels segles V i IV abans de la nostra era. Hi havia aproximadament mil monedes en el tresor.
El tresor data de l'any 380 ae, ja que aquesta és la data probable de la moneda menys antiga datable trobada en el tresor (la imitació de la tetradracma de l'òliba atenesa).
Aquest descobriment numismàtic ha estat important per a l'estudi i la datació de la història de les monedes de l'Índia, perquè és un dels molt estranys casos en què les monedes marcades amb punxó poden datar-se, per l'associació amb monedes gregues i aquemènides conegudes i datades del tresor. La troballa demostra que l'any 360 ae ja existien monedes marcades amb punxó, com també suggereixen les proves literàries. El numismàtic Joe Cribb afirma que l'encunyació de monedes i l'ús de tècniques d'encunyació es va introduir a l'Índia des de l'Imperi aquemènida durant el segle iv ae. Molts estudiosos de l'Índia, però, consideren que el desenvolupament de l'encunyació de monedes en la plana Indogangètica és una evolució autòctona.

## Context històric

Gandhara en l'extrem nord-est de l'Imperi aquemènida

La vall del riu Kabul i la regió de Gandhara a l'oest del riu Indus estigueren sota domini de l'Imperi aquemènida durant el regnat de Cir II el Gran (600-530 abans de la nostra era). La regió era coneguda pel seu nom iranià Paruparaesanna, així com pel nom indi Gandhara. Fou regida al principi des de Bactriana, però es va organitzar en una satrapia separada a l'entorn del 508 ae, amb seu possiblement a Pushkalavati (al Pakistan actual). Pagava tributs fins a l'època d'Artaxerxes I de Pèrsia (424 ae), però continuà formant part de la concepció de l'imperi fins a la conquesta d'Alexandre el Gran (c. 323 ae). En època d'Alexandre, es deia que la regió estava governada per hiparcs (governants per dret propi, però sotmesos a l'emperador). La naturalesa de l'administració local sota l'Imperi aquemènida és incerta. Magee et al. assenyalen que ni les fonts aquemènides ni les clàssiques esmenten la presència de cap sàtrapa a Gandhara. Hi havia, però, personatges oficials amb els quals es van trobar els companys d'Alexandre.

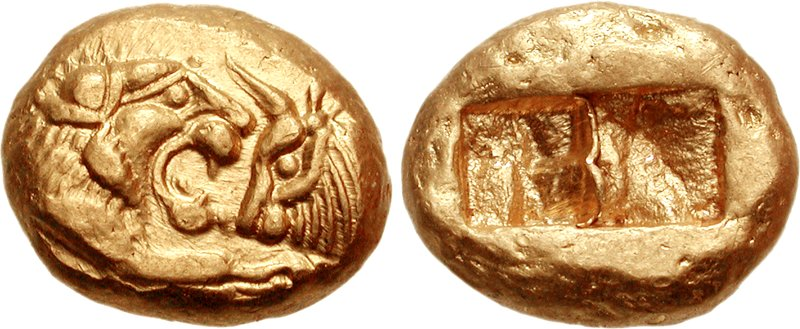
Tipus de moneda de Cresos, la creseida, encunyada a Lídia, des de l'època de Cir el Gran fins a la de Darios el Gran. Circa 545-520 ae

L'encunyació de monedes, la desenvoluparen els grecs d'Àsia Menor, influïts per l'encunyació de Lídia en el segle VII abans de la nostra era. En els dos segles següents, l'ús de monedes es va estendre per tota la zona mediterrània. La conquista aquemènida d'Àsia Menor en el 540 ae no va suposar un canvi immediat de la situació: la moneda grega continuà sota domini aquemènida. Darios I va introduir noves monedes aquemènides, els dàrics d'or i els sicles d'argent, principalment com a substituts de les monedes lídies a l'Àsia menor. Mentre que els dàrics foren populars, els sicles no. Les ciutats gregues continuaren encunyant les seues monedes d'argent. Així, una barreja d'aquestes monedes gregues i de sicles aquemènides circulaven per tot l'Imperi aquemènida, i les gregues hi eren majoritàries.

## Descobriment del tresor
Un equip de construcció va descobrir el tresor al 1933, quan excavava els fonaments d'una casa prop del parc Chaman-e-Hozori, al centre de Kabul. Segons el llavors director de la Délégation Archéologique Française en Afghanistan (DAFA), el tresor contenia unes mil monedes d'argent i joies. 127 monedes i peces de joieria se'n dugueren al Museu de Kabul i d'altres anaren a parar a museus de l'Índia Britànica i altres llocs. Dues dècades després, Daniel Schlumberger de la DAFA publicà detalls de les troballes emmagatzemades al Museu de Kabul en un llibre titulat Trésors Monétaires d'Afghanistan.
Les monedes de Chaman-e-Hozori es trobaven al Museu de Kabul fins al 1992-1993, quan els mujahidins que lluitaven en la Guerra Civil afganesa saquejaren el museu. Totes les monedes es perderen (juntament amb altres objectes). Uns dos anys després, 14 monedes de la col·lecció aparegueren en una col·lecció privada del Pakistan. Osmund Bopearachchi i Aman ur Rahman publicaren les seues dades en Pre-Kushana Coins in Pakistan (1995).

## Descripció del tresor
El tresor indica, ensems amb altres troballes de monedes a l'Afganistan i el Pakistan, que les monedes gregues havien arribat a l'Índia, almenys fins al riu Indus, molt abans de les conquestes d'Alexandre el Gran.
Daniel Schlumberger publicà descripcions de 115 monedes de les que hi havia al Museu de Kabul: unes 30 monedes de ciutats gregues, unes 33 monedes ateneses i una imitació iraniana d'una moneda atenesa, 9 monedes reials aquemènides d'argent (sicles), 29 monedes encunyades localment de les quals es deia que eren d'un “nou tipus” i 14 monedes marcades amb punxó en forma de barres doblegades. Sembla que les monedes gregues clàssiques i aquemènides les importaren d'Occident.

### Monedes de sicles aquemènides

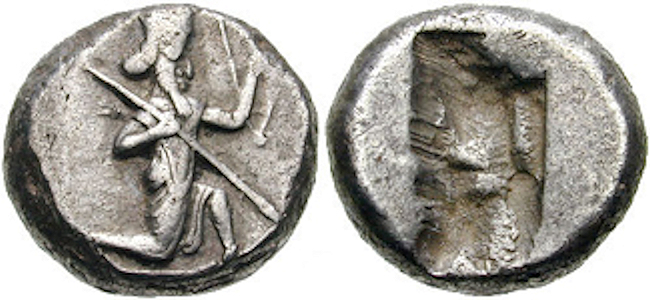
Un sicle aquemènida reial, 485-470 ae (tipus de rei arquer). També s'han trobat monedes d'aquest tipus en el tresor de Bhir Mound de Tàxila

S'han trobat diverses monedes de sicles aquemènides en el tresor de Kabul (datat cap al 350 ae), i el tresor del Bhir Mound de Tàxila (datat cap al 300 ae), que evidentment provenien de la part occidental de l'Imperi aquemènida. Solen mostrar un rei aquemènida coronat corrent cap a la dreta, sostenint un arc i una llança (tipus del rei arquer), amb un marca rectangular de punxó al revers.
Els dipòsits de monedes descoberts a l'est de l'Imperi aquemènida contenen en general molt pocs sicles, i això indica que la circulació d'aquests era en realitat prou minsa en comparança amb la circulació de la moneda grega (tant de l'Època arcaica com de la clàssica primerenca) en aquesta part de l'imperi.
També es trobaren monedes d'aquest tipus en el Tresor del Bhir Mound de Tàxila.

### Monedes gregues

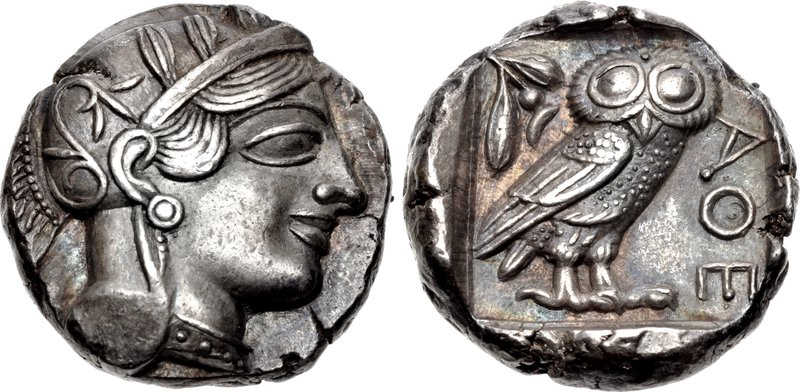
Les monedes clàssiques primerenques d'Atenes van ser el tipus de moneda més nombrós del Tresor de Kabul. Circa 454-404 ae. “AΘE” d'“Atenes” en el revers

Les monedes gregues registrades en el tresor eren 30 monedes de diferents ciutats gregues i unes 34 d'Atenes amb una imitació iraniana. Les monedes gregues (tant de la Grècia arcaica com de la clàssica primerenca) són molt nombroses en els dipòsits de monedes aquemènides descoberts a l'est de l'imperi, molt més que no pas els sicles, i això indica que la circulació de la moneda grega era fonamental en el sistema monetari d'aquesta part de l'imperi.
Tipus de monedes gregues arcaiques del Tresor de Kabul
El Tresor de Kabul contenia uns tipus de monedes de la Grècia arcaica (encunyades abans del 480 abans de la nostra era), com ara: estateres arcaiques d'Egina, Tasos i Quios. Aquestes primeres monedes es feien amb un encuny a l'anvers amb un disseny il·lustratiu, mentre que el revers es formava amb marques geomètriques de punxó.

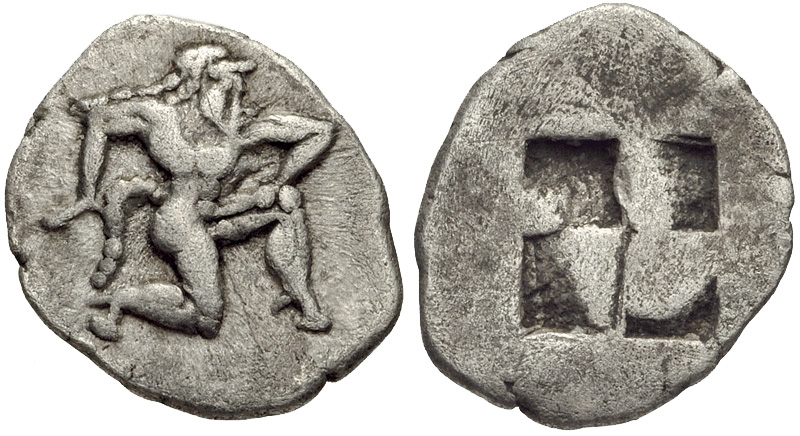
Moneda arcaica deTasos, c. 500-463 ae
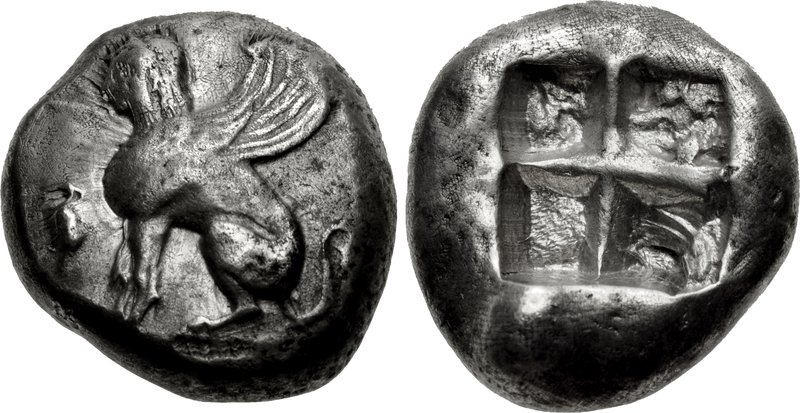
Moneda arcaica deQuios, c. 490-435 ae[23] Tipus primerencs coneguts
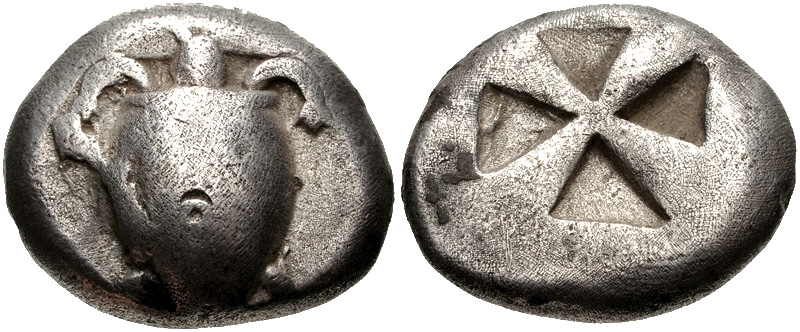
Tipus de moneda arcaica d'Egina, punxó incús "patró de molí de vent". Circa 510-490 ae

Tipus de monedes gregues clàssiques primerenques del Tresor de Kabul
A més a més, hi havia dues tetradracmes clàssiques primerenques d'Acant, així com una estatera de Corfú. També n'hi havia monedes de les ciutats de Pamfília, Cilícia i Xipre. El numismàtic J. Kagan afirma que aquestes monedes degueren arribar a la zona de Kabul poc després d'encunyades.

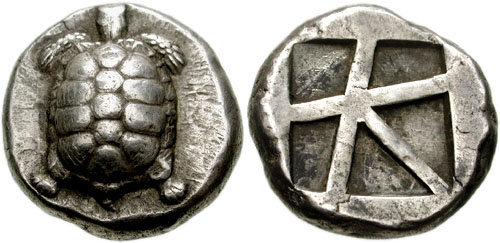
Tipus de moneda d'Egina, amb un patró d'inclinació incusa. C. 456/45-431 ae
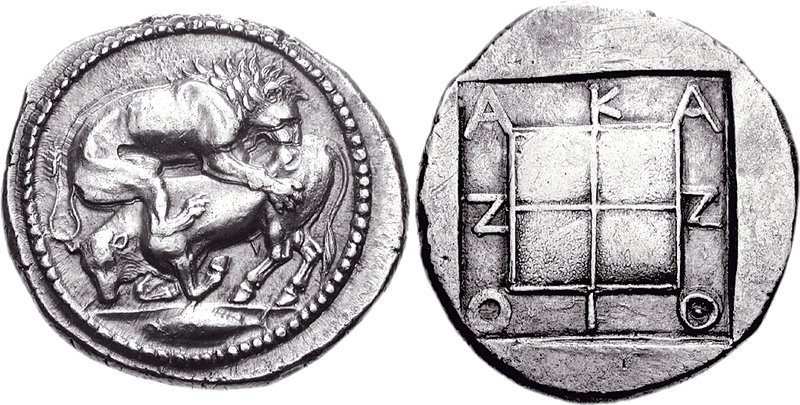
Moneda d'Acant, Macedònia. Circa 470-430 ae
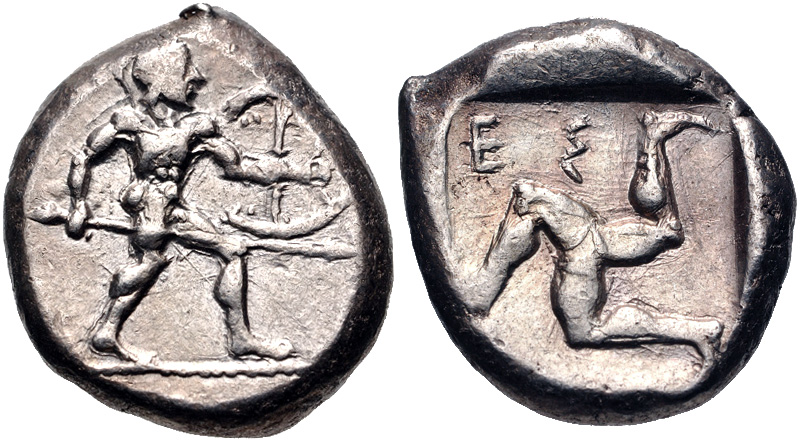
Moneda d'Aspendos, Pamfília, circa 465-430 ae
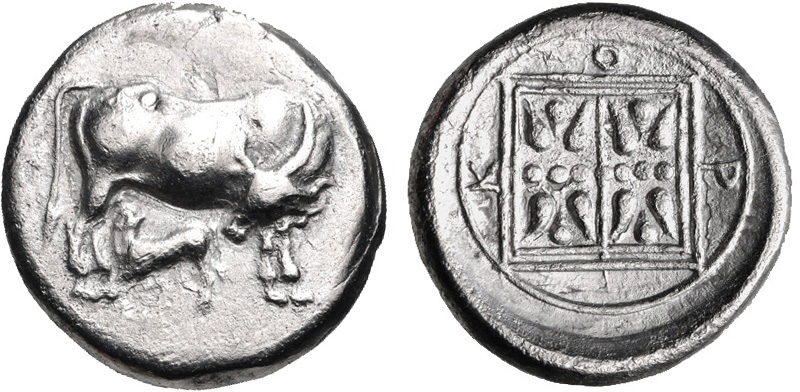
Moneda de Corfú. Circa 350/330-290/270 ae (en el tresor hi havia emissions similars, però més antigues, de l'època clàssica)
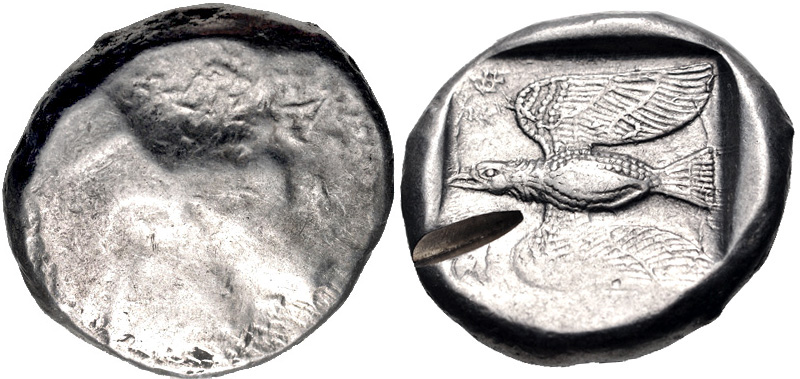
Moneda de Xipre, circa 450 ae

Bopearachchi i Cribb asseguren que aquestes monedes «demostren de manera tangible la profunditat de la penetració grega en el segle anterior a la conquesta de les satrapies aquemènides per Alexandre el Gran». D'acord amb Joe Cribb, aquestes primeres monedes gregues foren l'origen de les monedes índies marcades amb punxó, les primeres de l'Índia, que empraren una tecnologia d'encunyació derivada de la grega.

### Monedes redones marcades amb punxó

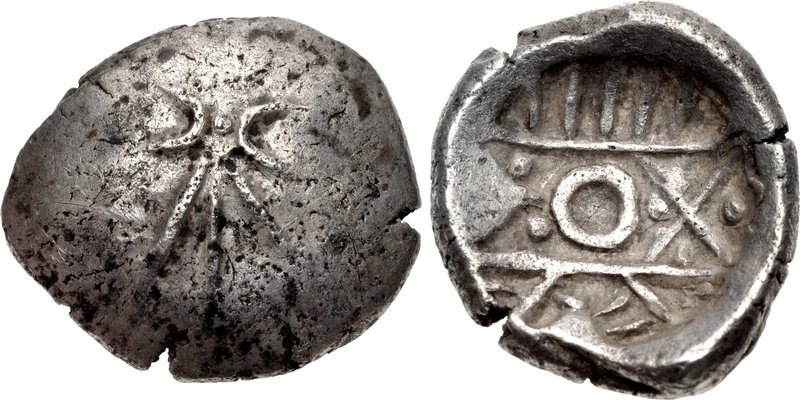
Moneda amb marca de punxó encunyada a la Vall de Kabul sota l'administració aquemènida. Circa 500-380 ae o c. 350 ae

S'ha demostrat que les monedes redones marcades amb punxó precedeixen cronològicament a les «barres doblegades», també encunyades sota domini aquemènida des de Bactriana fins al Panjab. La pràctica d'usar lingots d'argent sense marcar com a moneda es coneix en l'altiplà iranià i sembla corrent a Àsia central sota l'Imperi aquemènida. Es creu que les barres doblegades deriven d'aquesta pràctica, i representen «un matrimoni entre la moneda grega i la iraniana».
Les “barres amb marques de punxó” curtes (28x15 mm) descobertes a Chaman Hazouri s'atribueixen als paropamísades per Bopearachchi. El seu disseny fa servir dos símbols circulars perforats en cada extrem d'una cara de la barra. Aquestes barres doblegades recorden els tipus indis punxonats posteriors, que empren alguns dissenys d'aquestes monedes “de nou encuny”. Les “barres llargues” amb marques de punxó (42x10 mm), de les quals no va aparéixer cap en el Tresor de Kabul, s'atribueixen a la zona de Gandhara, així com en el Tresor de Bhir Mound de Tàxila.

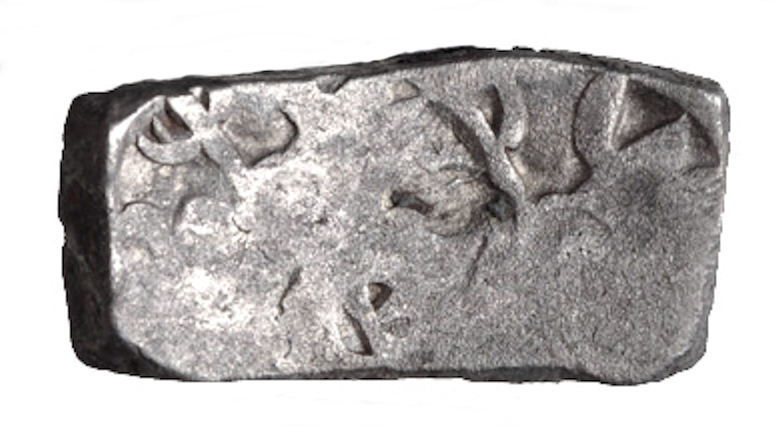
Un altre exemple d'una “barra curta” amb marca de punxó encunyada sota l'administració aquemènida
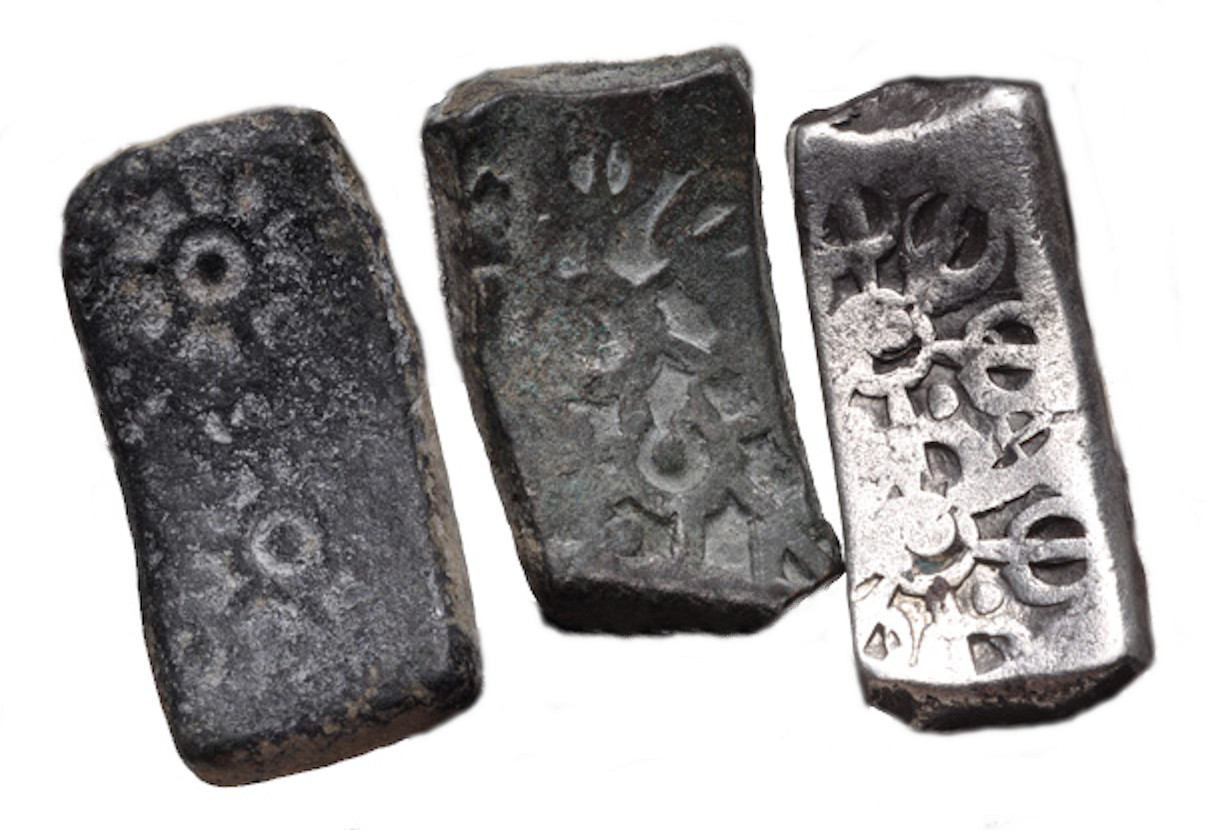
Barres curtes doblegades amb punxó, del tipus atribuït als paropamísades sota els aquemènides
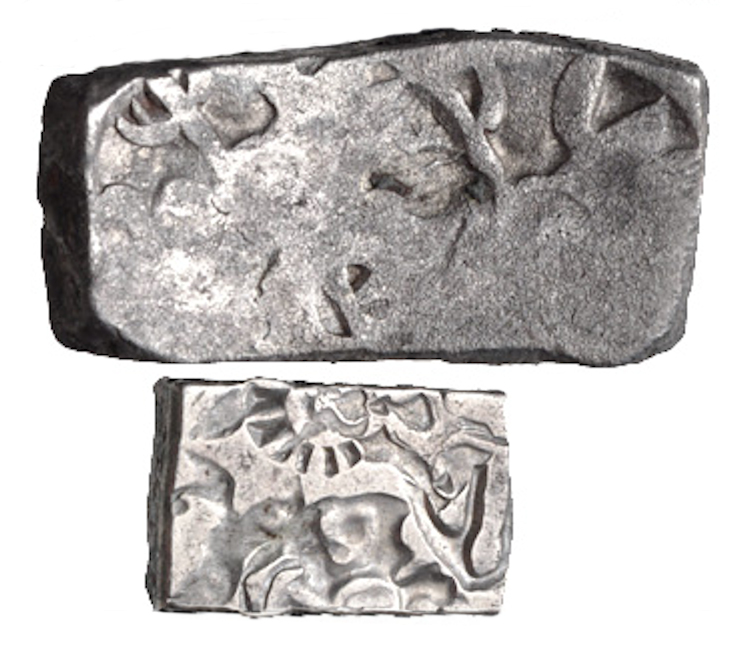
Comparació entre barres paropamísades doblegades curtes marcades amb punxó, i una karshapana màuria marcada amb punxó
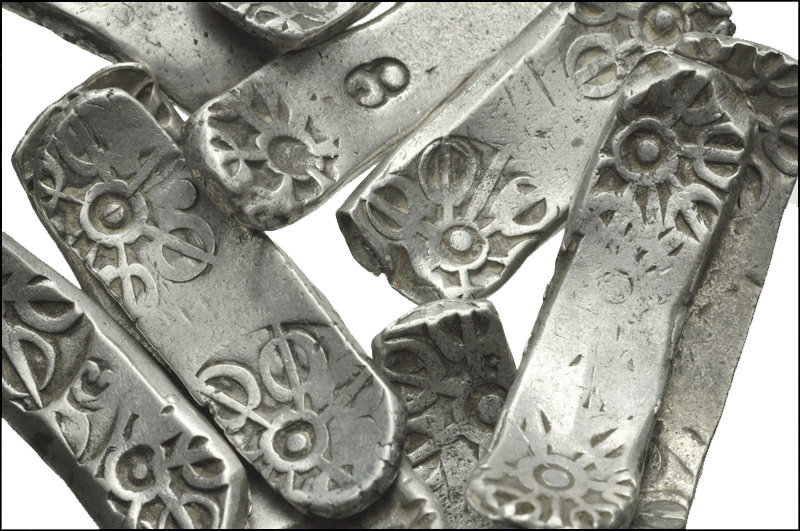
Les barres trobades a Tàxila solen usar els mateixos motius, però són allargades

Desenvolupament de les monedes índies marcades amb punxó

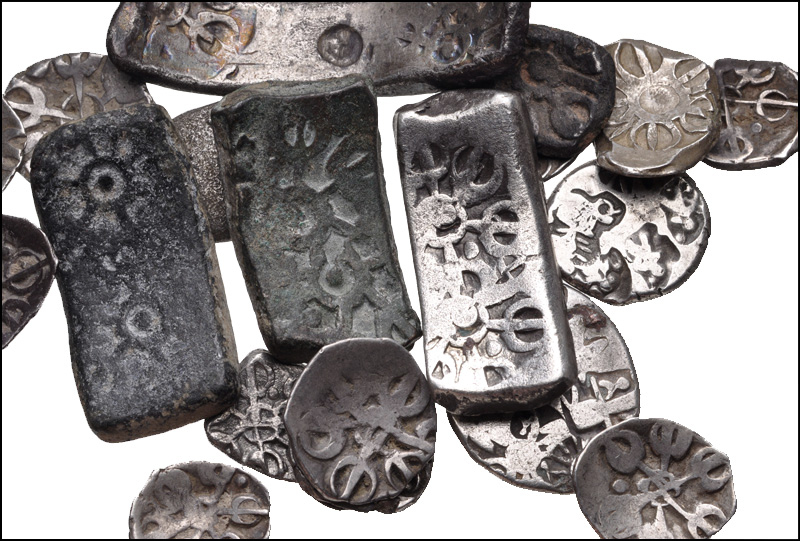
Mescla de barres curtes dels paropamísades marcades amb punxó, una llarga de Tàxila, monedes redones de Gandhara i monedes redones màuries de Gandhara marcades amb punxó

Segons Joe Cribb, les primeres monedes marcades amb punxó es troben al nord-oest del continent, i els seus dissenys senzills s'adoptaren després en les planes del Ganges, abans que els dissenys hi evolucionessin cap a l'ús de punxons més nombrosos en cada moneda. A les planes del Ganges no es coneixen dissenys de monedes anteriors a les seues barres simples marcades amb punxó, mentre que les barres marcades amb punxó de Kabul-Gandhara hi foren precedides per les monedes redones marcades amb símbols, encunyades sota els aquemènides.
També Daniel Schlumberger considera probable que les barres perforades, semblants a les moltes barres perforades trobades al nord-oest de l'Índia, s'originassen en l'Imperi aquemènida, i no pas a l'Índia:
| «                                                          | Les barres marcades amb punxó es consideraven fins ara índies (...) Tanmateix, el patró de pes l'ha considerat algun expert com persa, i ara que les veiem també descobertes al terra d'Afganistan, hem de tenir en compte la possibilitat que el país d'origen no calga cercar-lo mén enllà de l'Indus, sinó en las províncies orientals de l'Imperi aquemènida" | » |
| — Daniel Schlumberger, citat en Trésors Monétaires, p. 42. | |   |

## Impacte en la datació de les monedes índies marcades amb punxó

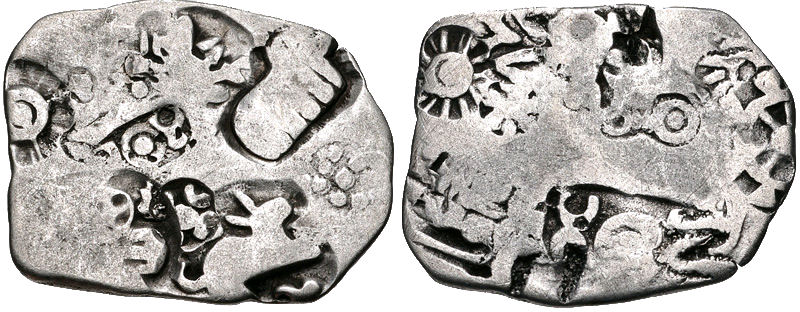
Les monedes amb punxó de les planes del Ganges probablement deriven dels primers dissenys amb punxó aquemènides trobats en el Tresor de Chaman Hazouri

No se sap amb certesa quan començà l'encunyació de monedes marcades amb punxó a l'Índia, amb propostes que van des de l'any 1000 abans de la nostra era fins al 500 ae. L'estudi de la cronologia relativa d'aquestes monedes, però, ha establert que les primeres monedes marcades amb punxó només tenien un o dos punxons, i que el nombre de punxons augmentà amb el temps.
Segons Joe Cribb, l'estudi del Tresor de Chamn Hazouri indica que les monedes índies marcades amb punxó només poden remuntar-se a mitjan segle iv ae o lleugerament abans, i que van començar amb les monedes marcades amb punxó dels aquemènides a la zona de Kabul-Gandhara. Aquesta data coincideix amb obres literàries que esmenten l'ús de la moneda a l'Índia. Aquest primer disseny s'adoptà després a les planes del Ganges per a evolucionar cap a les monedes amb marques múltiples de punxó.
Una altra troballa aparegué a Kausambi, on es van trobar falsificacions xapades en argent que imitaven els primers tipus de monedes i barres marcades amb punxó de Chaman Hazouri en l'Imperi Màuria associats als pilars d'Aixoka que es troben allà. Això és un altre indici que les primeres monedes marcades amb punxó sols es remunten a mitjan segle IV ae, i que continuaven sent la moneda de referència als inicis de l'Imperi Màuria (mitjan segle III ae).
La historiadora Romila Thapar, però, afirma que les monedes marcades amb punxó estaven en circulació abans del govern Màuria i l'opinió general s'adhereix al segle vi ae com a data de la introducció.

## Troballes connectades
El 2007 aparegué un petit tresor de monedes en l'emplaçament de l'antiga Pushkalavati (el Tresor de Shaikhan Dehri) al Pakistan. El tresor contenia una tetradracma encunyada a Atenes cap al 500/490-485/480 ae, amb diversos tipus locals i lingots d'argent fos. La moneda d'Atenes és el primer exemple conegut del seu tipus que s'ha trobat a l'est.

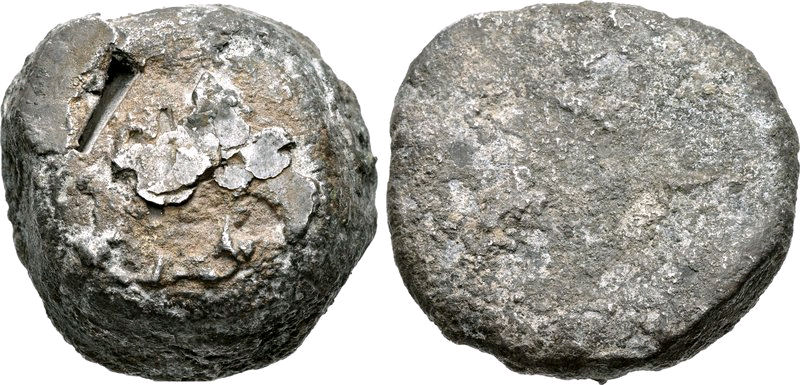
Lingot d'argent del període aquemènida, Pushkalavati, Gandhara
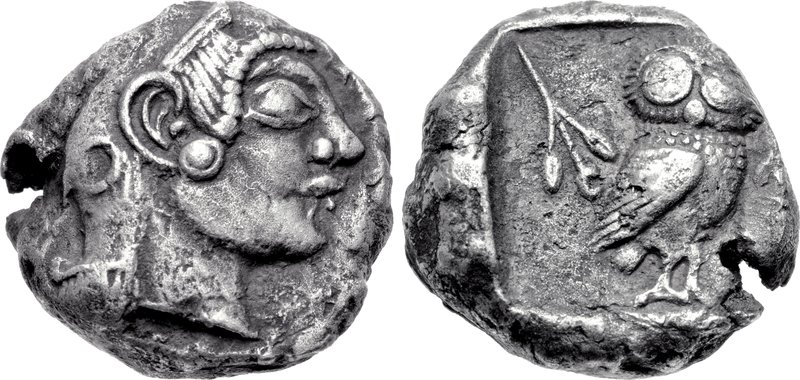
Moneda d'Atenes (circa 500/490-485 ae) descoberta a Pushkalavati. Aquesta moneda és l'exemple més antic conegut del seu tipus que s'ha trobat a l'est